# گندوی
گندوی (به انگلیسی: Gandoi) یک منطقهٔ مسکونی در پاکستان است که در ایالت بلوچستان واقع شده‌است. گندوی ۲۵۰ متر بالاتر از سطح دریا واقع شده‌است.